# Chalcopasta
Chalcopasta là một chi bướm đêm thuộc họ Noctuidae.

## Các loài
- Chalcopasta acema (Druce, 1889)
- Chalcopasta fulgens Barnes & McDunnough, 1912
- Chalcopasta howardi (H. Edwards, 1877)
- Chalcopasta territans (H. Edwards, 1884)

## Former species
- Chalcopasta koebelei is now Argentostiria koebelei (Riley, 1893)